# Simulium lurybayae
Simulium lurybayae är en tvåvingeart som beskrevs av John Smart 1944. Simulium lurybayae ingår i släktet Simulium och familjen knott.
Artens utbredningsområde är Bolivia. Inga underarter finns listade i Catalogue of Life.